# Marigny-Saint-Marcel
Marigny-Saint-Marcel este o comună în departamentul Haute-Savoie din sud-estul Franței. În 2009 avea o populație de 643 de locuitori.

## Evoluția populației
| An        | 1975 | 1982 | 1990 | 1999 | 2006 | 2009 |
| --------- | ---- | ---- | ---- | ---- | ---- | ---- |
| Populație | 426  | 507  | 581  | 629  | 621  | 643  |